# Šoderica
A Šoderica egy mesterséges tó Horvátországban, Kapronca-Kőrös megyében, a Dráva jobb partja mentén.

## Leírása
A tó Kaproncától 16 km-re északkeletre, a Dörnyéhez tartozó Botovo közelében fekszik. Területe 1,5 km², átlagos mélysége 8 m. A tavat 1869-ben a folyami erózió és a holocén korban végbement felhalmozódás által létrehozott kavics és homok kitermelésével hozták létre (a koncessziót Inkey Ferdinánd báró birtokolta). A kavicsot ma is folyamatosan termelik ki, és a tó egyre bővül. A kavicsfeltárás nem befolyásolja a talajvíz szintjét és a tó vízszintjét sem. A Šodericát a föld alatt a Dráva folyó táplálja, és ebben a jelentős kavicságyban a talajvíz áramlása párhuzamos a Dráva folyóval. Šoderica vízszintje megfelel a Dráva vízszintjének, bár azt bizonyos késéssel éri el. 
A tó kialakulásával párhuzamosan az 1920-as és különösen az 1960-as évektől kezdett erősödni a turistaforgalom, amely manapság stagnál. A legjelentősebb fürdőhely a tó legrégebbi északi részén található, a tó északi partjának körülbelül 1500 méterén található egy többé-kevésbé rendezett strand. A parti öv közepes mélységű, kavicsos. A tó mellett található egy körülbelül 400 épületből álló, 90 hekráros üdülőtelep, számos vendéglátóhely és üzlet, szükséges utak, zöld növényzet és egy 1,1 hektáros örökzöld liget. A tó egyéb parti területein mezőgazdasági területek, szántók és rétek vannak. 
A Šodericát keletről és északkeletről aszfaltos út és egy ipari vágány határolja. Déli és délnyugati oldalán határa a Kapronca-Budapest vasút közelében található. A tó dörnyei részén elsősorban a kavicsot hasznosítják, míg a turisztikai tevékenységek a Légrád községhez tartozó részen zajlanak. Tengerszint feletti magassága 127,8 és 129,6 méter között mozog. A víz, mely a kavics kitermelésével töltötte be a tó mélyedését a Dráva folyami rendszerétől függő szűrési folyamatoknak köszönhetően kivételes tisztaságú, kevés szuszpendált részecskével és nagy átlátszósággal. Sajnos minőségét a káros anyagok beszivárgása és nagyobb mennyiségű természetes szennyeződés rontja. A minőség romlását a hulladéklerakó közelsége, valamint a turisztikai üdülőhelyről származó szennyvíz nem megfelelő elvezetése miatt kissé megnövelt mennyiségű vastartalom okozza. 
A tó legrégebbi vagy északi részének átlagos mélysége körülbelül 8 méter, bár a tó középső részének nagy része sekély, vízmélysége 0,5 és 1 vagy 2 méter között mozog. Sekély terület az északkeleti szélső részen is található, ahol a vegetáció miatt nincs szabad víz. Az északi részen több kisebb-nagyobb sziget alakult ki, amelyeket autochton cserjék és erdei növényzet borít. A déli részen a víz mélysége sokkal nagyobb, és néhol 20 méterig terjed. Itt a kavics bányászása kotrással történik. Ebben a részben kavicshalmok, adminisztratív és ipari épületek,  és iparvasutak találhatók. A tó halállománya főként pontyból, amurból és busából áll. Ma a Šoderica az egyik leglátogatottabb drávamenti strand és piknikező hely.

## Fordítás
Ez a szócikk részben vagy egészben  a(z)   Šoderica című horvát Wikipédia-szócikk ezen változatának fordításán alapul.  Az eredeti cikk szerkesztőit annak laptörténete sorolja fel. Ez a jelzés csupán a megfogalmazás eredetét és a szerzői jogokat jelzi, nem szolgál a cikkben szereplő információk forrásmegjelöléseként.